# José María Zumalacárregui Prat
José María de Zumalacárregui y Prat (Lucena, 11 de julio de 1879-Madrid, 3 de abril de 1956) fue un economista y político español.
Hijo del abogado guipuzcoano Tomás de Zumalacárregui y Arrue y de la catalana Adela Prat.  Cursó el bachillerato en Valladolid (1893). Licenciado y doctor en derecho por la Universidad de Salamanca. Doctor en filosofía por la Universidad Central de Madrid (1904). En 1903 fue nombrado catedrático de economía política y hacienda pública en la Universidad de Santiago de Compostela y en la Universidad de Valencia, a la que será decano en 1921 y rector en 1930-1931.
A comienzos guerra civil española su hijo médico Tomás Zumalacárregui Calvo fue fusilado por las autoridades republicanas. Él mismo fue a Marsella e Irún.  En 1937 se incorporó al bando nacional y fue nombrado catedrático en la Universidad de Valladolid.
Rector de la Universidad de Valencia (1939) cargo que ocupó hasta 1941. En 1940 fue designado miembro del Consejo de Economía Nacional y en 1941 fue designado académico de la Real Academia de Ciencias Morales y Políticas. En 1943 también fue designado Procurador en Cortes por el Jefe de Estado. En 1952 ingresó en la Academia Matritense de Jurisprudencia y Legislación, y en 1954 recibió el condado de Zumalacárregui .

## Obras
- Ensayo sobre el origen y desarrollo de la propiedad comunal en España hasta el final de la Edad Media (1903)
- Elementos para el estudio del problema ferroviario en España (1918-1920)
- Apuntes de un curso de economía política (1945)
- Vilfredo Pareto 1848-1923 (1951)